# Incendie des livres et enterrement des lettrés

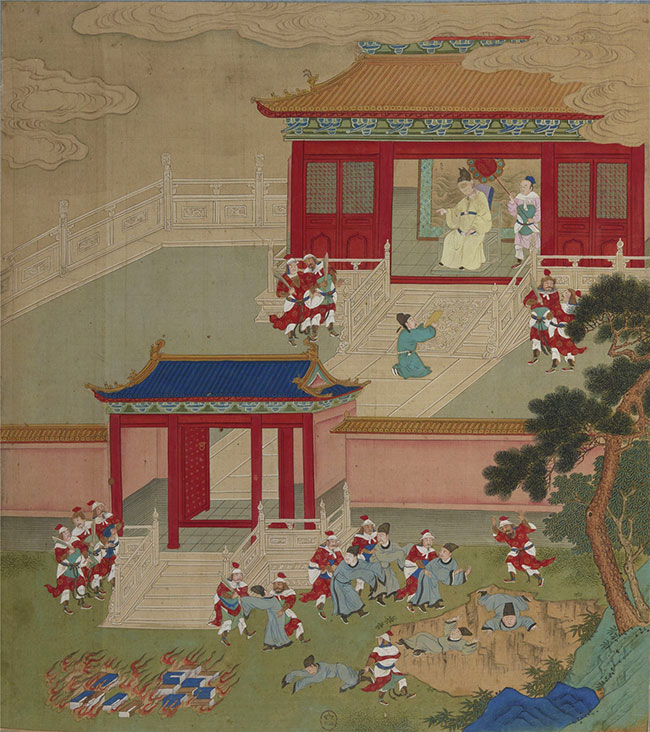
Tuer les lettrés et brûler les livres (peinture chinoise du XVIII)

Incendie des livres et enterrement des lettrés (chinois simplifié : 焚书坑儒 ; chinois traditionnel : 焚書坑儒 ; pinyin : fén shū kēng rú) est une expression chinoise faisant référence à l'autodafé (en 213 av. J.-C.) et à l'enterrement vivant de 460 lettrés confucéens (en 210 av. J.-C.), qu'aurait ordonnés en Chine Qin Shi Huang, le premier empereur de la dynastie Qin. Ces évènements auraient causé la perte de nombreux traités philosophiques des « cent écoles de pensée ».
Les historiens contemporains mettent en doute les détails de ces évènements tels qu'ils sont rapportés dans le Shiji, la source originale des informations à leur sujet, dans la mesure où son auteur, Sima Qian, était un officiel de la dynastie Han, succédant à la dynastie Qin, et la montrant systématiquement sous un jour défavorable. S'il est certain que Qin Shi Huang rassembla et détruisit de nombreux ouvrages qu'il jugeait subversifs, deux copies de chaque texte étaient cependant conservées dans les bibliothèques impériales, et ne disparurent que dans les combats marquant la chute de la première dynastie. On pense désormais qu'il fit tuer beaucoup de lettrés, mais que ceux-ci n'étaient pas confucéens en général, et ne furent pas « enterrés vivants ».

## La version traditionnelle

### Incendie des livres
D'après le Shiji (livre d'annales dû à Sima Qian, un historien de cour de la dynastie Han), après l'unification de la Chine par l'empereur Qin Shi Huang en 221 av. J.-C., son chancelier Li Si lui suggéra de supprimer les discussions intellectuelles pour unifier la pensée et l'opinion politique. On peut lire dans le Shiji (chapitre 6) :

« Le chancelier Li Si dit : Moi, votre serviteur, vous propose que tous les récits des historiens autres que ceux de l'État de Qin soient brûlés. À l'exception des lettrés dont la charge inclut la possession de livres, si quiconque sous le ciel a des copies du Classique des vers, du Classique des documents, ou des écrits des cent écoles de pensée, il devra les remettre au gouverneur ou au commandant pour être brûlés. Quiconque parlant de ces livres sera exécuté en public. Quiconque utilisera l'histoire pour critiquer le présent verra sa famille exécutée. Tout représentant de l'État ayant connaissance d'une telle violation et ne la rapportant pas en est également coupable. Quiconque n'aura pas brûlé les livres trente jours après ce décret sera tatoué et envoyé à la construction de la Grande Muraille. Seuls sont exceptés les livres de médecine, divination, agriculture, et sylviculture. L'étude des lois ne sera faite qu'à partir des textes officiels. »

D'un point de vue politique, les livres de poésie et d'histoire ancienne étaient jugés dangereux, parce que contenant des portraits de dirigeants vertueux ; quant aux ouvrages de philosophie, ils prônaient souvent des idées incompatibles avec le régime impérial.

#### Conséquences
L'étendue des dommages causés à l'héritage culturel chinois est difficile à estimer, faute de rapports détaillés sur ces autodafés. Cependant, outre que les livres de technologie devaient être épargnés, même les livres "interdits" étaient préservés dans les archives impériales et les érudits officiels étaient autorisés à les garder ; c'est seulement par la suite que la diminution du nombre de copies devait augmenter le risque de perte définitive.
En définitive, ce sont les ouvrages historiques qui ont le plus souffert, probablement à partir de 206 av. J.-C., lorsque les palais impériaux des Qin, où se trouvaient sans doute les archives, furent capturés et brûlés.

#### Autres autodafés
À la fin de la dynastie Qin, les archives nationales du palais Epang furent incendiées. Zhang Jie (章碣), poète de la dynastie Tang, écrivit à ce sujet :
- chinois traditionnel : 坑灰未冷山東亂 ; pinyin : kēng huī	wèi lĕng shān dōng luàn
- chinois traditionnel : 劉項原來不讀書 ; pinyin : liú	 xiàng yuán lái	bù dú shū

(traduction : Des cendres de l'incendie, avant qu'elles soient froides, la révolte éclata à l'est du mont Xiao. De là émergea l'inculture de Liu Bang et de Xiang Yu.)

### Enterrement des lettrés
La tradition veut qu'ayant été déçu par deux fangshi (alchimistes) en cherchant à prolonger sa vie, Qin Shi Huang aurait ordonné l'enterrement vivant de plus de 460 lettrés de la capitale, deux ans après la proscription des livres. Cette croyance était basée sur un autre passage du Shiji  (chapitre 6) :

« Le premier empereur ordonna alors au censeur impérial d'enquêter sur les lettrés un par un. Les lettrés s'accusèrent mutuellement, et l'empereur décida personnellement de leur châtiment. Plus de 460 d'entre eux furent enterrés vivants à Xianyang, et l'évènement fut annoncé à tous sous le ciel pour avertir leurs disciples ; beaucoup d'autres furent exilés vers les régions frontalières. Fu Su, le fils ainé de l'empereur, le conseilla ainsi : "L'empire vient juste d'aboutir à la paix, et les barbares des frontières ne se sont pas encore rendus. Les lettrés vénèrent Confucius et le prennent comme modèle. Votre serviteur craint, si Votre Majesté les punit si sévèrement, que cela cause de l'agitation dans l'empire. Veuillez prendre cela en compte, Votre Majesté". Cependant, il ne réussit pas à fléchir son père, et fut envoyé garder la frontière en un exil de facto. »

Wei Hong, au IIe siècle, fit un récit des mêmes évènements, en portant à 1200 le nombre de lettrés enfouis.

## Les raisons du scepticisme
Michel Nylan, professeur d'histoire de la Chine à Berkeley, fait remarquer que « en dépit de sa signification mythique, la légende de l'Incendie des livres ne résiste pas à un examen approfondi ». Nylan suggère que si les lettrés de la dynastie Han accusèrent les Qin de la destruction des Cinq classiques confucéens, c'était en partie pour diffamer l'État qu'ils venaient de défaire, mais aussi parce qu'ils se trompaient sur la nature de ces textes, qui n'avaient été décrits comme "confucéens" par Sima Qian qu'après la fondation de la dynastie Han. Nylan fait aussi remarquer que la cour des Qin engageait des lettrés spécialistes du Classique des vers et du Classique des documents, ce qui implique que ces textes auraient été épargnés ; de plus, le Classique des rites et le Zuo Zhuan ne contiennent pas d'éloges des états féodaux vaincus, éloges que l'empereur aurait donnés comme raison de les détruire. Martin Kern ajoute que les écrits Qin et ceux du début de la dynastie Han citent fréquemment les Classiques, tout particulièrement le Classique des documents et le Classique des vers, ce qui n'aurait pas été possible s'ils avaient été brûlés comme le rapporte Sima Quian.
Le récit de l'exécution des lettrés fait par Sima Qian présente des difficultés analogues. Aucun texte antérieur au Shiji ne mentionne ces exécutions, le Shiji  ne nomme aucun lettré qui en aurait été victime, et en fait, aucun autre texte ne les mentionne avant le Ier siècle. La célèbre phrase « brûler les livres et exécuter les confucéens » n'apparaît pas avant le début du IVe siècle,
,.

## Dans la culture populaire
- La série de fantasy de Jane Lindskold, The Land of Smoke and Sacrifice (en), est basée sur cet évènement.

### Note
1. ↑   Texte chinois : 相李斯曰：「臣請史官非秦記皆燒之。非博士官所職，天下敢有藏���、書、百家語者，悉詣守、尉雜燒之。有敢偶語詩書者棄市。以古非今者族。吏見知不舉者與同罪。令下三十日不燒，黥為城旦。所不去者，醫藥卜筮種樹之書。若欲有學法令，以吏為師

## Sources et autres textes
- (en) K. C. Wu, The Chinese Heritage, New York: Crown Publishers (1982).  (ISBN 0-517-54475X).
- (en) Lois Mai Chan, « The Burning of the Books in China, 213 B.C. », The Journal of Library History, vol. 7, no 2,‎ 1972, p. 101-108 (JSTOR 25540352)
- (en) Paul R. Goldin, « The rise and fall of the Qin empire », dans Victor H. Mair, Nancy S. Steinhardt et Paul R. Goldin, The Hawai'i Reader in Traditional Chinese Culture, University of Hawai'i Press, 2005, 151–160 p. (ISBN 978-0-8248-2785-4)
- (en) Martin Kern, « Early Chinese Literature: Beginnings through Western Han », dans Kang-i Sun Chang et Stephen Owen, The Cambridge History of Chinese Literature, Cambridge, Cambridge University Press, 2010, 1-114 p. (ISBN 9780521855587, lire en ligne)

- (en) Michael Nylan, The five "Confucian" classics, Yale University Press, 2001, 402 p. (ISBN 978-0-300-08185-5, lire en ligne)
- (en) Jens Østergård Petersen, « Which books did the First Emperor of Ch'in burn? - on the meaning of Pai chia in early Chinese sources », Monumenta Serica, vol. 43,‎ 1995, p. 1–52 (JSTOR 40727062)